# Theridion ampascachi
Theridion ampascachi là một loài nhện trong họ Theridiidae.
Loài này thuộc chi Theridion. Theridion ampascachi được Cândido Firmino de Mello-Leitão miêu tả năm 1941.